# Medalla linneana
La Medalla Linneana (más preciso la medalla de oro) es un galardón concedido por la Sociedad Linneana de Londres desde 1888. Se concede todos los años como recompensa en alternancia a un botánico o a un zoólogo. Después de 1958, se recompensa en el mismo año a dos especialistas. Esta medalla desde el año 1976 ha recuperado su nombre inicial de “Medalla de oro de la Sociedad Linneana”.

## Lista de los laureados

### sigloXIX
- 1888 : Sir Joseph Dalton Hooker (1817-1911) y Sir Richard Owen (1804-1892)
- 1889: Alphonse Pyrame de Candolle (1806-1893)
- 1890: Thomas Henry Huxley (1825-1895)
- 1891: Jean-Baptiste Édouard Bornet (1828-1911)
- 1892: Alfred Russel Wallace (1823-1913)
- 1893: Daniel Oliver (1830-1916)
- 1894: Ernst Haeckel (1834-1919)
- 1895: Ferdinand Cohn (1828-1898)
- 1896: George James Allman (1812-1898)
- 1897: Jacob Georg Agardh (1813-1901)
- 1898: George Charles Wallich (1815-1899)
- 1899: John Gilbert Baker (1834-1920)
- 1900: Alfred Newton (1829-1907)

### sigloXX
- 1901: Sir George King (1840-1904)
- 1902: Rudolph Albert von Kölliker (1817-1905)
- 1903: Mordecai Cubitt Cooke (1825-1914)
- 1904: Albert Charles Lewis Günther (1830-1914)
- 1905: Eduard Adolf Strasburger (1844-1912)
- 1906: Alfred Merle Norman (1831-1918)
- 1907: Melchior Treub (1851-1910)
- 1908: Thomas Roscoe Rede Stebbing (1835-1926)
- 1909: Frederick Orpen Bower (1855-1948)
- 1910: Georg Sars (1837-1927)
- 1911: Hermann Maximilian Carl Ludwig Friedrich zu Solms-Laubach (1842-1915)
- 1912: Robert Cyril Layton Perkins (1866-1955)
- 1913: Heinrich Gustav Adolf Engler (1844-1930)
- 1914: Johann Adam Otto Bütschli (1848-1920)
- 1915: Joseph Henry Maiden (1859-1925)
- 1916: Frank Evers Beddard (1858-1925)
- 1917: Henry Brougham Guppy (1854-1926)
- 1918: Frederick DuCane Godman (1834-1919)
- 1919: Sir Isaac Bayley Balfour (1853-1922)
- 1920: Sir Edwin Ray Lankester (1847-1929)
- 1921: Dukinfield Henry Scott (1854-1934)
- 1922: Sir Edward Bagnall Poulton (1856-1943)
- 1923: Thomas Frederic Cheeseman (1846-1923)
- 1924: William Carmichael McIntosh (1838-1931)
- 1925: Francis Wall Oliver (1864-1951)
- 1926: Edgar Johnson Allen (1866-1942)
- 1927: Otto Stapf (1857-1933)
- 1928: Edmund Beecher Wilson (1856-1939)
- 1929: Hugo de Vries (1848-1935)
- 1930: James Peter Hill (1873-1954)
- 1931: Karl Ritter von Goebel (1855-1932)
- 1932: Edwin Stephen Goodrich (1868-1946)
- 1933: Robert Hippolyte Chodat (1865-1934)
- 1934: Sir Sidney Frederick Harmer
- 1935: Sir David Prain (1857-1944)
- 1936: John Stanley Gardiner (1872-1946)
- 1937: Frederick Frost Blackman (1866-1947)
- 1938: D'Arcy Wentworth Thompson (1860-1948)
- 1939: Elmer Drew Merrill (1876-1956)
- 1940: Sir Arthur Smith Woodward (1864-1944)
- 1941: Sir Arthur George Tansley (1871-1955)
- 1942-1945: Adjudicación suspendida.
- 1946: William Thomas Calman (1871-1952) y Frederick Ernest Weiss (1865-1953)
- 1947: Maurice Caullery (1868-1958)
- 1948: Agnes Arber (1879-1960)
- 1949: David Meredith Seares Watson (1886–1973)
- 1950: Henry Nicholas Ridley (1855-1956)
- 1951: Ole Theodor Jensen Mortensen (1868-1952)
- 1952: Isaac Henry Burkill (1870-1965)
- 1953: Patrick Alfred Buxton (1892-1955)
- 1954: Felix Eugen Fritsch (1879-1954)
- 1955: Sir John Graham Kerr (1869-1957)
- 1956: William Henry Lang (1874-1960)
- 1957: Erik Stensiö (1891-1984)
- 1958: Sir Gavin de Beer (1899-1972) y William Bertram Turrill (1890-1961)
- 1959: Harold Munro Fox (1889-1967) y Carl Johan Fredrik Skottsberg (1880-1963)
- 1960: Libbie Henrietta Hyman (1888-1969) y Hugh Hamshaw Thomas (1885-1962)
- 1961: Edmund William Mason (1890-1975) y Sir Frederick Stratten Russell (1897-1984)
- 1962: Norman Loftus Bor (1893-1972) y George Gaylord Simpson (1902-1984)
- 1963: Sidnie Milana Manton (1902-1979) y William Harold Pearsall (1891-1964)
- 1964: Richard Eric Holttum (1895-1990) y Carl Frederick Abel Pantin (1899-1967)
- 1965: John Hutchinson (1884-1972) y John Ramsbottom (1885-1974)
- 1966: George Stuart Carter (1893-1969) y Sir Harry Godwin (1901-1985)
- 1967: Charles Sutherland Elton (1900-1991) y Charles Edward Hubbard (1900-1980)
- 1968: A. Gragan y Thomas Maxwell Harris (1903-1983)
- 1969: Irene Manton (1904-1988) y Ethelwynn Trewavas (1900-1993)
- 1970: Edred John Henry Corner (1906-1996) y Ernest Ingersoll White (1869-1957)
- 1971: Charles Russell Metcalfe (1904-1991) y J.E. Smith
- 1972: Arthur Roy Clapham (1904-1990) y Alfred Sherwood Romer (1894-1973)
- 1973: George Ledyard Stebbins (1906-2000) y John Zachary Young (1907-1997)
- 1974: E. H. W. Hennig y Josias Braun-Blanquet (1884-1980)
- 1975: A.S. Watt y P.M. Sheppard
- 1976: William Thomas Stearn (1911-2001)
- 1977: Ernst Mayr (1904-2005) y Thomas Gaskell Tutin (1908-1987)
- 1978: O.K.H. Hedberg y Thomas Stanley Westoll (1912-1995)
- 1979: R. McN. Alexander y Paul Westmacott Richards (1908-1995)
- 1980: Geoffrey Clough Ainsworth (1905-1998) y Roy Crowson (1914-1999)
- 1981: Brian Laurence Burtt (1913-) y Sir Cyril Astley Clarke (1907-2000)
- 1982: Peter Hadland Davis (1918-1992) y P. H. Greenwood
- 1983: Cecil Terence Ingold (1905-2010) y Michael James Denham White (1910-1983)
- 1984: John Gregory Hawkes (1915-) y J.S. Kennedy
- 1985: Arthur Cain y Jeffrey B. Harborne
- 1986: Arthur John Cronquist (1919-1992) y P.C.C. Garnham
- 1987: G. Fryer y Vernon Hilton Heywood (1927-)
- 1988: J.L. Harley y Sir Richard Southward
- 1989: William Donald Hamilton (1936-2000) y Sir David Smith
- 1990: Sir Ghillean Tolmie Prance (1937-) y Florence Gwendolen Rees (1906-1994)
- 1991: William Gilbert Chaloner (1928-) y R.M. May
- 1992: Richard Evans Schultes (1915-2001) y Stephen Jay Gould (1941-2002)
- 1993: Barbara Pickersgill (1940-) y L.P. Brower
- 1994: Frank Eric Round (1927-) y Sir Alec John Jeffreys (1950-)
- 1995: Stuart Max Walters (1920-2005) y John Maynard Smith (1920-2004)
- 1996: John Heslop-Harrison (1920-1998) y Keith Vickerman
- 1997: Enrico S. Coen y Rosemary Helen Lowe-McConnell
- 1998: Mark Wayne Chase (1951-) y C. Patterson
- 1999: P.B. Tomlinson y Q. Bone
- 2000: B. Verdcourt y M.F. Claridge

### sigloXXI
- 2001: C.J. Humphries y D.J. Nelson
- 2002: Sherwin Carlquist y W.J. Kennedy
- 2003: Pieter Baas y Bryan Campbell Clarke
- 2004: Geoffrey Allen Boxshall y John Dransfield
- 2005: Paula Rudall y Andrew Smith
- 2006: David J. Mabberley y Richard A. Fortey
- 2007: Phil Cribb y Thomas Cavalier-Smith
- 2008: Jeffrey Duckett y Stephen Donovan
- 2009 : Peter Ashton y Michael Akam
- 2010 : Dianne Edwards y Derek Yalden
- 2011 : Brian Coppins y Charles Godfray
- 2012 : Stephen Blackmore y Peter Holland
- 2013 : Kingsley Dixon
- 2014 : Niels Kristensen y Walter Lac
- 2015 : Engik Soepadmo, Claus Nielsen y Rosmarie Honegger
- 2016 : Sandra Knapp y Georgina Mace
- 2017 : Charlie Jarvis y David Rollinson
- 2018 : Kamaljit S Bawa, Jeremy Holloway y Sophien Kamoun

- Datos: Q1635542
- Multimedia: Linnean Medal / Q1635542